# Wetmorella nigropinnata
Wetmorella nigropinnata är en fiskart som först beskrevs av Seale, 1901.  Wetmorella nigropinnata ingår i släktet Wetmorella och familjen läppfiskar. IUCN kategoriserar arten globalt som livskraftig. Inga underarter finns listade i Catalogue of Life.

## Bildgalleri

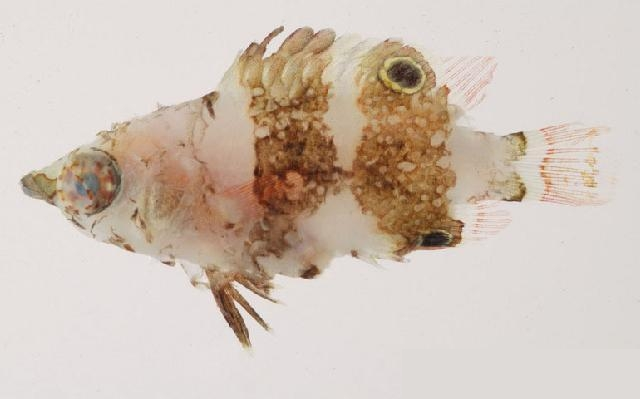
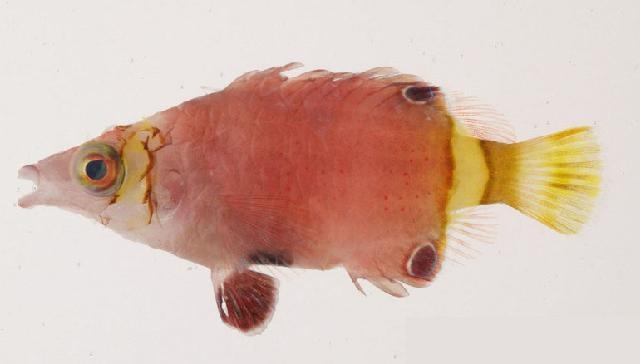